# Tom Chambers
Thomas Doane Chambers (ur. 21 czerwca 1959 w Ogden) – amerykański koszykarz, występujący w lidze NBA na pozycji silnego skrzydłowego.
Po ukończeniu University of Utah rozpoczął karierę w sezonie 1981–82 w klubie San Diego Clippers, wybrany z 8. numerem w drafcie 1981. Po dwóch latach przeniósł się do Seattle SuperSonics, gdzie spędził pięć sezonów. Następne pięć lat (1988–93) spędził w Phoenix Suns gdzie, będąc kluczowym zawodnikiem drużyny, pomógł jej dotrzeć do pamiętnego finału ligi w 1993, kiedy to Suns zostali pokonani 4-2 przez, będących w szczytowej formie, Chicago Bulls. Ostatnie dwa pełne lata rozegrał w macierzystym stanie, w Utah Jazz.
Czterokrotnie, w latach 1987–1991, wystąpił w meczach gwiazd, w 1987 został wybrany MVP takiego spotkania. W latach 1989 i 1990 był wybierany do drugich piątek ligi.
W sezonie 1995–96 wyjechał do Izraela, aby występować w mistrzowskiej drużynie Maccabi Tel Awiw. Nie był to najlepszy sezon Chambersa. Po roku powrócił do USA, i w latach 1996–98 rozegrał pojedyncze mecze dla Charlotte Hornets i Philadelphia 76ers.
Na początku XXI wieku rozpoczął pracę w sztabie Suns.

## Osiągnięcia
Na podstawie, o ile nie zaznaczono inaczej.
NCAA
- Uczestnik rozgrywek:
  - Sweet 16 turnieju NCAA (1978, 1981)
  - turnieju NCAA (1978, 1979, 1981)
- Mistrz sezonu regularnego konferencji Western Athletic (WAC – 1981)
- Zaliczony do:
  - I składu WAC (1981)
  - II składu WAC (1979, 1980)

NBA
- Finalista NBA (1993)[2]
- MVP meczu gwiazd NBA (1987)[3]
- Uczestnik:
  - meczu gwiazd NBA (1987, 1989–91)[4]
  - konkursu wsadów podczas NBA All-Star Weekend (1987)[5]
- Wybrany do:
  - II składu NBA (1989, 1990)[6]
  - Phoenix Suns Ring of Honor
- 3-krotny zawodnik tygodnia NBA (7.12.1986, 29.01.1989, 18.02.1990)[7]
- Debiutant miesiąca NBA (styczeń 1982)[8]
- Klub Phoenix Suns zastrzegł należący do niego w numer 24[9]

Inne
- Mistrz Izraela (1996)
- Finalista pucharu Izraela (1996)